# Petra Schlitzer
Petra Schlitzer es una deportista austríaca que compitió en piragüismo en las modalidades de aguas tranquilas y aguas bravas. Ganó una medalla de plata en el Campeonato Mundial de Piragüismo de 2005, en la prueba de K2 500 m.
En la modalidad de aguas bravas, ganó una medalla de bronce en el Campeonato Mundial de 1996.

## Palmarés internacional

### Piragüismo en aguas tranquilas
| Campeonato Mundial | Campeonato Mundial | Campeonato Mundial | Campeonato Mundial |
| Año                | Lugar              | Medalla            | Competición        |
| ------------------ | ------------------ | ------------------ | ------------------ |
| 2005               | Zagreb (Croacia)   | Medalla de plata   | K2 500 m           |

### Piragüismo en aguas bravas
| Campeonato Mundial | Campeonato Mundial | Campeonato Mundial | Campeonato Mundial     |
| Año                | Lugar              | Medalla            | Competición            |
| ------------------ | ------------------ | ------------------ | ---------------------- |
| 1996               | Landeck (Austria)  | Medalla de bronce  | K1 clásico por equipos |